# インディアン登録簿
インディアン登録簿（いんでぃあんとうろくぼ）とは、カナダにおける、ステータス・インディアンもしくは登録インディアンの公式記録である。ステータス・インディアンは、権利と特典を有するが、登録されていないインディアン、イヌイット、あるいはメイティにはそれらが認められていない。主な特典は、おそらく保留地（インディアン・リザーブ）が付与されること、およびそれに付随する諸権利であり、そこには居住やリザーブで認可された業務に対する、連邦や州からの課税の免除が含まれる。
このリストはインディアン問題および北方開発局が保存している。誰が登録されるかを決定する権限は、登録部局だけが有している。
1850年に、英領北アメリカの植民地政府が、条約にもとづいて特権を与えられた、インディアンとバンドの記録を取り始めたのが始まりである。1951年のインディアン法の改正によって、現在のインディアン登録簿が新たに設置された。
1985年には、インディアン法は、この法律の差別的な諸条項によってインディアンのステータスを失った人びとについて、それを回復させるという目的のために、ふたたび改正された。10万人を越える人びとが、これまでこのようにしてインディアンとしてのステータスを失ってきたが、これ以後、登録簿にふたたび加えられることになった。
ステータス取り消しのための差別的条項は以下の通り：
- ステータスインディアンではない男性との結婚
- 選挙権付与（1960年以前には、インディアンが連邦の選挙に投票できたのは、ステータスを放棄した場合に限られた）
- 結婚以前にはステータスを有していない母および父方の祖母（これらの人びとは21歳になるとステータスを失った）がいること
- 母がステータスを有し、父が有さない婚姻から出生していること